# Юность (стадион, Сморгонь)
«Ю́ность» (белор.Юнацтва) — футбольный стадион в городе Сморгонь, Беларусь. В настоящее время используется для проведения домашних матчей ФК Сморгонь, выступающего в Высшей лиге Чемпионата Беларуси по футболу. Вместимость — 2650 мест.

## Общие данные
Адрес: 231012, Гродненская обл., Сморгонь, ул. Петра Балыша
Стадион имеет две трибуны, одна из которых накрыта козырьком. Поле — натуральный газон . Размеры поля 105×68 м.
Реконструкция трибун стадиона была завершена в 2005 году. Южная трибуна накрыта пластиковым козырьком. Северная трибуна была полностью перестроена. В 2005 году стадион «Юность» прошёл процесс лицензирования УЕФА и получил вторую категорию . В 2006 году арена принимала финал женского розыгрыша Кубка Беларуси. 14 августа 2012 года здесь прошёл матч Кубка регионов УЕФА между французской командой «Пари иль де Франс» и «Союз Тузлы» из Боснии и Герцеговины. Сейчас стадион представляет собой многофункциональное спортивное и культурно-массовое сооружение. Он включает в себя основное футбольное поле с натуральным газоном (105×68 метров), окружённое трибунами вместимостью в 2 650 человек, тренировочное поле с искусственным покрытием (40×20 метров), универсальную спортивную площадку с трибуной, рассчитанной на 300 человек, и парковку для автомобилей.

## Галерея
- Строительство стадиона "Юность" в Сморгони (1960-е гг.)
- Вид на главную трибуну 2007 г.
- Вид на северную трибуну 2007 г.
- Вид на южную трибуну зимой 2022 г.
- Стадион с высоты 2007 г.
- Стадион с высоты 2023 г.
- Основная трибуна стадиона Юность (декабрь 2024)
- Южная трибуна стадиона Юность (декабрь 2024)
- Северная трибуна стадиона "Юность" в Сморгони
- Северная трибуна стадиона "Юность" в Сморгони (2025 год)